# Carex neohebridensis
Carex neohebridensis är en halvgräsart som beskrevs av André Guillaumin och Georg Kükenthal. Carex neohebridensis ingår i släktet starrar, och familjen halvgräs.
Artens utbredningsområde är Vanuatu. Inga underarter finns listade i Catalogue of Life.